# El gato Silvestre
Silvestre (originalmente Silvester J. Pussycat, Sr., Sylvester el Gato y, sobre todo, Sylvester o Puddy Cat en la versión de los dibujos animados e historietas estadounidenses Looney Tunes) es un personaje de caricaturas creado por Friz Freleng. Ganador en tres ocasiones del premio de la Academia, Silvestre es un gato antropomorfo que frecuentemente aparece con Piolín, Speedy Gonzales, o Hippety Hopper (Canguro boxeador). El nombre "Silvestre" está basado en Felis silvestris, el nombre científico para la especie de gatos salvajes (gatos domesticados como Silvestre y actualmente Felis catus). Silvestre debutó en el dibujo animado "Life with Feathers" dirigido por Friz Freleng y "Tweetie Pie" fue la primera aparición de Silvestre con Tweety. Silvestre apareció en 103 caricaturas de la edad de oro de la animación. También apareció frecuentemente en dibujos animados de Bugs Bunny, Porky Pig y el Pato Lucas respectivamente. Tres de sus caricaturas ganaron Premios de la Academia.
Silvestre fue el N.° 33 de TV Guía en la lista de las 50 mejores caricaturas junto con Tweety.

## Personalidad
Silvestre es un gato blanco y negro, con nariz roja. En la mayoría de sus historias su objetivo es cazar al canario Tweety o Piolín (el nombre cambia según el país de publicación). Los intentos siempre resultan fallidos y Silvestre se gana los castigos de la dueña, una simpática abuelita (en otras ocasiones el dueño es Elmer o Porky).
Del repertorio de frases de Piolín ha quedado la famosa expresión "Me pareció ver un lindo gatito", generalmente seguido de un "¡Es cierto! ¡Es cierto! ¡Sí vi un lindo gatito!".
En otras ocasiones, Silvestre intenta cazar, también infructuosamente al ratón Speedy González. Esporádicamente se ha enfrentado al canguro boxeador Hippety Hopper. Ha aparecido también con muchos otros personajes de Looney Tunes.
Silvestre es uno de los protagonistas de dos películas ganadoras de premios Óscar: Tweetie Pie (de 1947, la primera aparición de Silvestre) y Birds Anonymous (1957).
En los episodios donde aparece junto a Porky por lo general no habla y hace el papel de un gato cobarde aun cuando le advierte con señas de algún peligro potencial, aunque en uno de ellos su conciencia lo hace recapacitar recordandole que es un felino y que el fue cuidado de gatito pequeño por su dueño con esmero y cariño,de esta forma le infunde el valor suficiente para vencer exitosamente a los ratones que habían secuestrado al mismo cuando el se dio cuenta de que tenía razón de un peligro logrando vencer a esos roedores de una vez por todas. Esto último siendo ejemplo de que nadie debe temer a ninguna adversidad y puede enfrentarse con el valor suficiente y necesario(asimismo inspirado en esto último,se repitio el mismo concepto plasmado aquí,años después en la serie animada de Cartoon Network, Courage the Cowardly Dog).

## Actores de voz

### Habla hispana
En el doblaje mexicano varios actores se han encargado de dar vida a Silvestre. Pedro D' Aguillón fue el primero en interpretarlo. La voz de Silvestre en la actualidad corre a cargo del popular humorista Ricardo Hill.

### Estados Unidos (original)
- Mel Blanc (1.ª voz)
- Joe Alaskey (2.ª voz)
- Bill Farmer (3.ª voz)
- Jeff Bergman (4.ª voz actual)

### México (doblaje)
- Omar Jasso (Q.E.P.D.) (1960-1972).
- Luis Bayardo (The Merrie Melodies Show).
- Arturo Mercado (1970s-1995).
- Alfonso Obregón (1995-1996, 1998-2003).
- Ricardo Hill (1996-2003).
- Carlos Águila (sólo Looney Tunes: De nuevo en acción).
- Alfonso Ramírez (Q.E.P.D.) (2003-2019).
- Carlos Reynoso (2020-presente).
- Arturo Mercado Jr. (2021, solo Space Jam: A New Legacy).

### España (redoblaje)
En el redoblaje de 1999 de España la voz de Silvestre fue interpretada por Jordi Royo